# Golgota (Comoro)
Golgota ist eine osttimoresische Aldeia im Sucos Comoro (Verwaltungsamt Dom Aleixo, Gemeinde Dili). 2015 lebten in Golgota 1945 Menschen.

## Lage und Einrichtungen

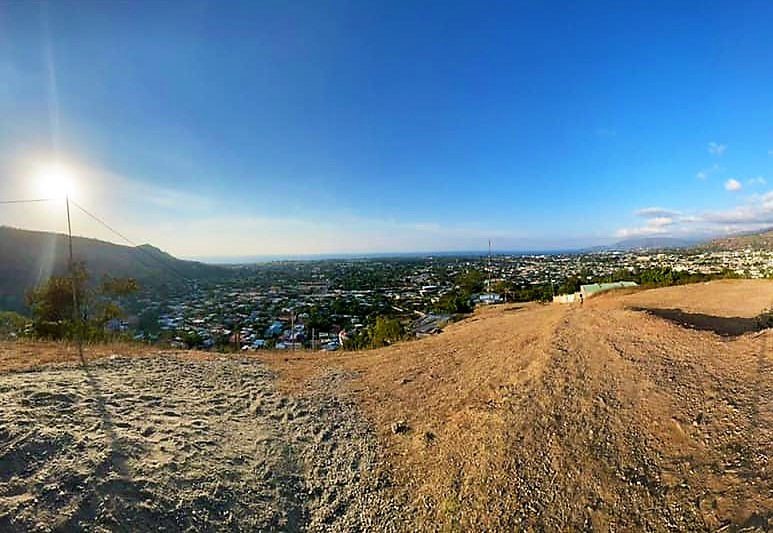
Blick von Maria Auxilliadora aus auf Golgata

Golgota liegt im Westen des Sucos Comoro. Westlich und südlich befindet sich die Aldeia 12 de Outubro und östlich die Aldeias 4 de Setembro und 30 de Agosto. Im Norden grenzt Golgota mit der Avenida da Restauração an den Suco Madohi.
An der Grenze zur Aldeia 4 de Setembro befindet sich die Gruta Nossa Senhora Maria Auxilliadora, eine Mariengrotte. Die Gruta Cruz Jovem befindet sich im Zentrum von Golgota.